# 钝瓣顶冰花
钝瓣顶冰花（学名：Gagea emarginata）为百合科顶冰花属下的一个种。

## 扩展阅读
- 維基物種上的相關：钝瓣顶冰花